# Нойман, Карл Ойген
Карл Ойген Нойман (нем. Karl Eugen Neumann; 18 октября 1865, Вена — 18 октября 1915, Вена) — австрийский исследователь буддизма, сын оперного импресарио Анджело Ноймана, один из первых европейцев буддистов и один из первых переводчиков, начавших историю перевода Палийского канона на немецкий язык.